# Phare de Ver-sur-Mer
Le phare de Ver-sur-Mer se trouve en baie de Seine, sur la commune de Ver-sur-Mer, dans le département du Calvados. Il y a une incertitude sur la date de mise en service (1908?), les archives de la subdivision des Phares et Balises ayant été détruites. Il est en tout cas fort probable qu'un premier phare, remplaçant un sémaphore du début du XIXe siècle, ait été élevé dès 1836. Endommagé en 1944, l'établissement a été refait à neuf après la Seconde Guerre mondiale. À l'intérieur de cette construction en moellons de calcaire enduits et peints en blanc se trouve un escalier de 51 marches précisément.
Le phare de Ver-sur-Mer est notamment connu pour avoir sauvé, en juin 1927, l'un des tout premiers avions transatlantiques America. À court de carburant, l'appareil dut se poser en urgence sur la plage de Ver-sur-Mer, aidé par la signalisation qu'offrait le phare et son faisceau, qui fut dévié par le gardien.
C'est aussi un radiophare (indicatif éR-fréquence 310 kHZ - portée 20 miles).